# SN 2001jj
SN 2001jj – supernowa odkryta 9 grudnia 2001 roku w galaktyce A043748-0118. W momencie odkrycia miała maksymalną jasność 22,80m.